# La casa 7
La casa 7 (The Horror Show) è un film horror del 1989 diretto da James Isaac. Questa pellicola non ha niente a che fare con la serie de La casa di Sam Raimi. La locandina italiana non è altro che un'immagine speculare della locandina (sempre italiana) usata per La casa di Raimi, ovvero una vista dal basso verso l'alto della casa usata in Psyco, che è il simbolo delle case maledette.

## Trama
(Frase del maniaco rivolta al detective prima di morire)
Dopo molto tempo il detective Lucas McCarthy riesce finalmente ad arrestare il sadico e crudele serial killer Max Jenke, che ha già fatto oltre 100 vittime con la sua mannaia. Condannato a morte, il maniaco viene giustiziato sulla sedia elettrica, ma il criminale invece di morire "ritorna" sotto un'altra entità con energie moltiplicate. Questo permette al maniaco di creare una realtà alternativa e iniziare a perseguitare il poliziotto e la sua famiglia, fino ad infilarsi nottetempo in casa sua e trasformare solaio e cantina in luoghi di bassa macelleria.

## Produzione
Si tratta di un film statunitense di basso costo prodotto nel 1989. Quasi a metà della lavorazione il primo regista David Blyth è stato licenziato e sostituito da James Isaac.

## Distribuzione
The Horror Show è, nelle intenzioni originarie dei produttori, il terzo film della serie House, iniziata nel 1986 con Chi è sepolto in quella casa? (House) e proseguita con La casa di Helen (House II). In alcuni paesi, infatti, è stato intitolato House III, anche se non ha alcuna connessione con i film precedenti e con i quali condivide solo la troupe. Nel 1992 è uscito House IV, noto in Italia anche come Chi ha ucciso Roger, l'unico tra i tre a riprendere la storia originale con Roger Cobb che muore in un incidente stradale e con la sua famiglia che va ad abitare nella casa stregata.
In Italia La casa 7 è stato distribuito al cinema nell'estate del 1990 e spacciato come il settimo capitolo della serie La casa di Sam Raimi, successivo ai tre seguiti apocrifi La casa 3 - Ghosthouse, La casa 4 - Witchcraft e La casa 5.  La casa 6 non esiste, infatti il produttore Achille Manzotti, che già aveva distribuito La casa 3 - Ghosthouse, La casa 4 - Witchcraft e La casa 5 aveva precedentemente registrato anche questo titolo e solo in seguito ad una battaglia legale tra distributori per The Horror Show è stato scelto il titolo La casa 7 mentre il titolo La casa 6 non è mai stato utilizzato. 
Il successivo capitolo della serie House, House IV, in Italia non è stato collegato, nel titolo, alla serie di Raimi ed è stato distribuito nelle sale cinematografiche semplicemente come House IV - Presenze impalpabili (o Chi ha ucciso Roger) nell'estate 1992 da Manzotti.

### Divieti
In Finlandia e nel Regno Unito è vietato ai minori di 14 anni, mentre nel Queensland (Australia) è stato bandito.

### Edizioni home video
- In Italia nel 1991 è stata distribuita, nel circuito home video, una videocassetta del film in formato VHS dalla RCA - Columbia Pictures con il codice CVT 13138.
- Nel 2007 il film è stato distribuito dalla Medusa Home Entertainment in DVD con il titolo La casa III, un cambiamento causato dal fatto che in alcuni paesi la pellicola è conosciuta come House III. La grafica in copertina presenta una locandina alternativa (quella inglese, con una mano putrefatta in primo piano e la casa di Psyco sullo sfondo).

Nel Regno Unito il 27 marzo 2017 è stato distribuito dalla Arrow Video un cofanetto Blu-ray, in edizione limitata, contenente tutti e quattro i film di questa serie cinematografica intitolato "House: The Complete Collection".

## Sequel
- House IV - Presenze impalpabili (House IV) conosciuto anche come Chi ha ucciso Roger? è l'unico sequel a riprendere la storia originale del primo capitolo ripresentando il personaggio di Roger Cobb.